# Cividate Camuno
Cividate Camuno (lombardul: Siidà, kelet-lombardul: Hiidà) település Olaszországban, Lombardia régióban, Brescia megyében. Lakosainak száma 2651 fő (2023. január 1.). Cividate Camuno Bienno, Breno, Esine, Malegno, Ossimo, Piancogno és Berzo Inferiore községekkel határos.

## Népesség
A település lakossága az elmúlt években az alábbi módon változott:
| Lakosok száma | 2735 | 2773 | 2651 |
|               | 2017 | 2018 | 2023 |